# Enköpings SK
El Enköpings SK es un club de fútbol sueco, de la ciudad de Enköping en Uppland. Fue fundado en 1914 y juega en la Division 2 de Suecia.